# بنفشه میان‌کوهی
 بنفشه میان‌کوهی(نام علمی: Viola cuicochensis) نام یک گونه از سرده بنفشه است.